# I. Suttarna
I. Suttarna Mitanni első olyan uralkodója, aki egykorú forrásokból is ismert. A hagyomány szerint a legendás Kirta, az állam megalapítójának fia. Ezt az Alalahban talált, nevével ellátott pecsétje alapján állítják, amelyen a felirat: Kirta fia.
Suttarna uralkodása idején jelent meg Szíriában Egyiptom, és a Karkemis felé vezető kereskedelmi utak mentén sorakozó kereskedővárosokat sorra hódoltatták, köztük Emar és Ugarit városát is. Ezzel Mitanni közvetlen konfliktusba került Egyiptommal, ami meghatározta az elkövetkező évszázad politikáját.
Utódlása homályos. Nem tudni, hogy Parsatatar vagy Parattarna követte-e a trónon. Egyes vélemények szerint Parsatatar és Parattarna azonos személy, és Kirta fia volt, más lehetőség szerint ők Suttarna fiai.

## Külső hivatkozások
- The Pedigre of...
- The Hurrian Empire

| Előző uralkodó: Kirta | Mitanni királya i. e. 1490 – 1470 körül | Következő uralkodó: Parattarna |